# Teofil Biela
Teofil Biela (ur. 13 marca 1898 w Zaborzu, zm. 6 września 1939 w obozie pod Nieborowicami) – polski działacz niepodległościowy, powstaniec śląski, działacz i przewodniczący lokalnych organizacji narodowych, kawaler Orderu Virtuti Militari, naczelnik okręgowy gminy Czuchów–Czerwionka.

## Życiorys
Urodził się 13 marca 1898 w ówczesnym powiecie zabrskim prowincji śląskiej, w rodzinie górnika Jana i Ludwiny z domu Siwica. Ukończył siedmioklasową szkołę powszechną w Czuchowie, a następnie przez trzy lata uczył się w Szkole Dokształcającej. Po zakończeniu nauki rozpoczął pracę w kopalni Dubensko jako monter ślusarski. Wstąpił do Zjednoczenia Zawodowego Polaków, za co został zwolniony z kopalni. Powrócił więc do pracy na poczcie, gdzie pracował do 1918, kiedy to wcielono go do armii niemieckiej. Wrócił w 1919 i natychmiast wstąpił do Polskiej Organizacji Wojskowej Górnego Śląska i Towarzystwa Gimnastycznego „Sokół”. Brał czynny udział we wszystkich trzech powstaniach śląskich.
Po upadku pierwszego powstania musiał uciekać ze Śląska, ale po ogłoszeniu amnestii wrócił do domu. W drugim powstaniu był dowódcą kompanii i został ciężko ranny. W ostatnim zrywie dowodził I baonem Pułku Żorskiego i dzielnie bronił Czerwionki, Kędzierzyna, Koźla, Bierawy i Góry św. Anny. Wyróżniał się dużą odwagą i niezwykłą przytomnością umysłu, co niejeden raz ocaliło życie jemu i podwładnym. Za męstwo Józef Piłsudski w 1922 osobiście uhonorował go Krzyżem Srebrnym Virtuti Militari. W tym czasie Teofil Biela poznał także generała Jerzego Ziętka i zaprzyjaźnił się z nim. Od 15 lutego do 1 sierpnia 1923 pełnił służbę w Policji Województwa Śląskiego, a od 1 października 1923 do 1 listopada 1927 pracował jako urzędnik Kontroli Skarbowej w Czerwionce. Cztery lata później otrzymał awans na naczelnika okręgowego gminy Czuchów–Czerwionka.
Działał też czynnie w grupie miejscowej Związku Powstańców Śląskich. O jego zaangażowaniu świadczy zdanie w gazecie ZPŚl, w którym nazwany został człowiekiem „kryształowej, mrówczej pracy związkowej”. Czerwionecka grupa na czele z Bielą organizowała uroczyste capstrzyki w rocznice powstań śląskich, ćwiczenia wojskowe i zawody sportowe. Wystawiała też co roku drużynę do największej sportowej imprezy powstańczej, jaką był Marsz nad Odrę. W sierpniu 1939 coraz powszechniejsze stawały się niemieckie napady na przygraniczne miasta i wsie. Teofil Biela zorganizował batalion obronny z powstańców z Czuchowa, Dębieńska i Szczygłowic i stanął na jego czele. Wczesnym rankiem 1 września 1939 niemiecka armia zaatakowała Śląsk, a batalion musiał wycofać się znad granicy. Niemcy wyznaczyli nagrodę za wydanie Bieli.
Mimo próśb ks. Jana Hajdy i kolegów, żeby ratował się ucieczką odmówił, odpowiadając, że nie opuści współtowarzyszy i nie zdradzi ziemi śląskiej ani Polski, którą kochał. Zdradzony i wydany w ręce wroga był torturowany, a następnie przewieziony do obozu w Nieborowicach. W nocy z 5 na 6 września hitlerowcy urządzili sobie libację alkoholową, na którą zaprosili kolegów z innych miejscowości oraz z Czuchowa. Oprowadzali Teofila Bielę po wszystkich barakach obozu – który ze współwięźniów go opluł, był w nagrodę wypuszczany na wolność. Następnie wyprowadzili wszystkich więźniów na plac apelowy i kazali utworzyć im szpaler. Na koniec przywiązali do wozu ciężko pobitego Bielę i ciągnęli po ziemi wśród nich. Pierwszy zaprotestował ksiądz Władysław Robota, za nim jeszcze szesnastu więźniów – wszyscy tym samym wydali na siebie wyrok. Niemcy ustawili więźniów w koło i dali broń cywilom, każąc im strzelać... Ta masakra przeszła do historii jako „krwawa noc” w Nieborowicach. Zwłoki pochowano w przydrożnym rowie, później przeniesiono je na cmentarz w Pilchowicach.
Został rozstrzelany.
Był żonaty, miał cztery córki: Kornelię (ur. 1926), Stefanię (ur. 1927), Lidię (ur. 1930) i Teofilę (ur. 1932).
Jego imieniem nazwano ulice w Czuchowie i Kamieniu.

## Ordery i odznaczenia
- Krzyż Srebrny Orderu Wojskowego Virtuti Militari nr 7875 – 27 czerwca 1922[3][2]
- Krzyż Niepodległości – 9 listopada 1931 „za pracę w dziele odzyskania niepodległości”[4]
- Krzyż Walecznych[2]
- Srebrny Krzyż Zasługi[2]
- Krzyż na Śląskiej Wstędze Waleczności i Zasługi[2]
- Gwiazda Górnośląska[2]